# 中胶层
中膠層是存在於腔腸動物體表的兩層上皮細胞之間的一種透明、膠狀物質。
中膠層的主要構成物質是水。除此之外，還包括幾種纖維狀蛋白，例如膠原質和硫酸乙酰肝素蛋白聚糖。 中膠層一般是不含細胞的， 但是刺細胞動物 和栉水母类 的中膠層包含有肌束和神經纖維。其他的神經和肌肉細胞則都在上皮層下。
在小型腔腸動物（例如水螅）身上，中膠層比兩側的細胞層都薄。 大型水母的身體則大部份都是由中膠層組成的。中膠層就好像是支撐著動物身體的內骨骼，因其富有彈性，所以有助於肌肉收縮。